# Jeziorzany (województwo lubelskie)
Jeziorzany (do 1965 Łysobyki, do ok. 1564 Przetoczno) – wieś sołecka (dawniej miasto)  w województwie lubelskim, w powiecie lubartowskim,
w gminie Jeziorzany. Leży w Pradolinie Wieprza, na wyspie utworzonej przez Wieprz
| SIMC    | Nazwa   | Rodzaj    |
| ------- | ------- | --------- |
| 0381829 | Drewnik | część wsi |

Wieś jest siedzibą gminy Jeziorzany i parafii Trójcy Świętej. Według Narodowego Spisu Powszechnego (III 2011 r.) wieś liczyła 761 mieszkańców.
Jeziorzany uzyskały lokację miejską w 1498, zdegradowane w 1869.

## Historia
3 lutego 1498, na prośbę wojewody lubelskiego Mikołaja z Ostrowa, Jan I Olbracht wydał przywilej lokacyjny miasta Przetoczno. Późniejsze kłopoty finansowe założyciela sprawiły, że przedsięwzięcie nie zostało zrealizowane. Powrócono do niego dopiero w latach 30. XVI wieku, kiedy te tereny przeszły w posiadanie rodziny Zbąskich herbu Nałęcz. Łukasz Zbąski w 1530 zwrócił się do Zygmunta I Starego o potwierdzenie poprzedniego przywileju. Nowy dokument ogłoszony został w 1533. Około 1564, miasto zmieniło nazwę na Łysobyki i funkcjonowało do 1869, kiedy to zostało ukazem carskim pozbawione praw miejskich. Podczas powstania listopadowego w 1831, wojska polskie pod dowództwem gen. Antoniego Jankowskiego stoczyły tutaj bitwę z Rosjanami, która przeszła do historii jako wyprawa łysobycka. W czasie I wojny światowej Łysobyki były miejscowością przygraniczną, ponieważ Wieprz wyznaczał granicę niemieckiej i austriackiej strefy okupacyjnej. Podczas bitwy pod Kockiem stacjonowała tutaj 13 Dywizja Piechoty Zmotoryzowana III Rzeszy.
W miejscowości urodził się ks. Stanisław Płodzień (1913–1962), prorektor Katolickiego Uniwersytetu Lubelskiego i dziekan Wydziału Prawa Kanonicznego KUL.
27 listopada 1965 nazwa miejscowości została oficjalnie zmieniona na Jeziorzany.
W latach 1975–1998 miejscowość należała administracyjnie do województwa lubelskiego.

## Zabytki
Zachowany XVI-wieczny układ ulic, z zabudową składającą się z drewnianych domów ze zdobionymi okiennicami i gankami usytuowanymi szczytami do drogi. W miejscowości znajduje się również murowany Kościół Trójcy Świętej z 1782.

## Linki zewnętrzne

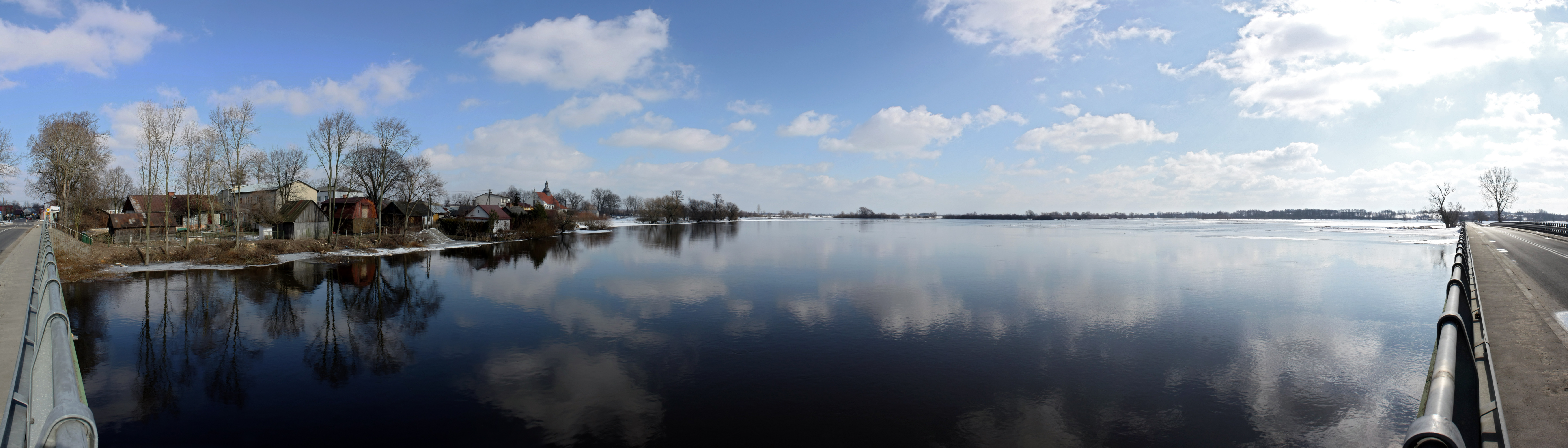
Panorama rzeki Wieprz w Jeziorzanach.